# Solidarity Federation

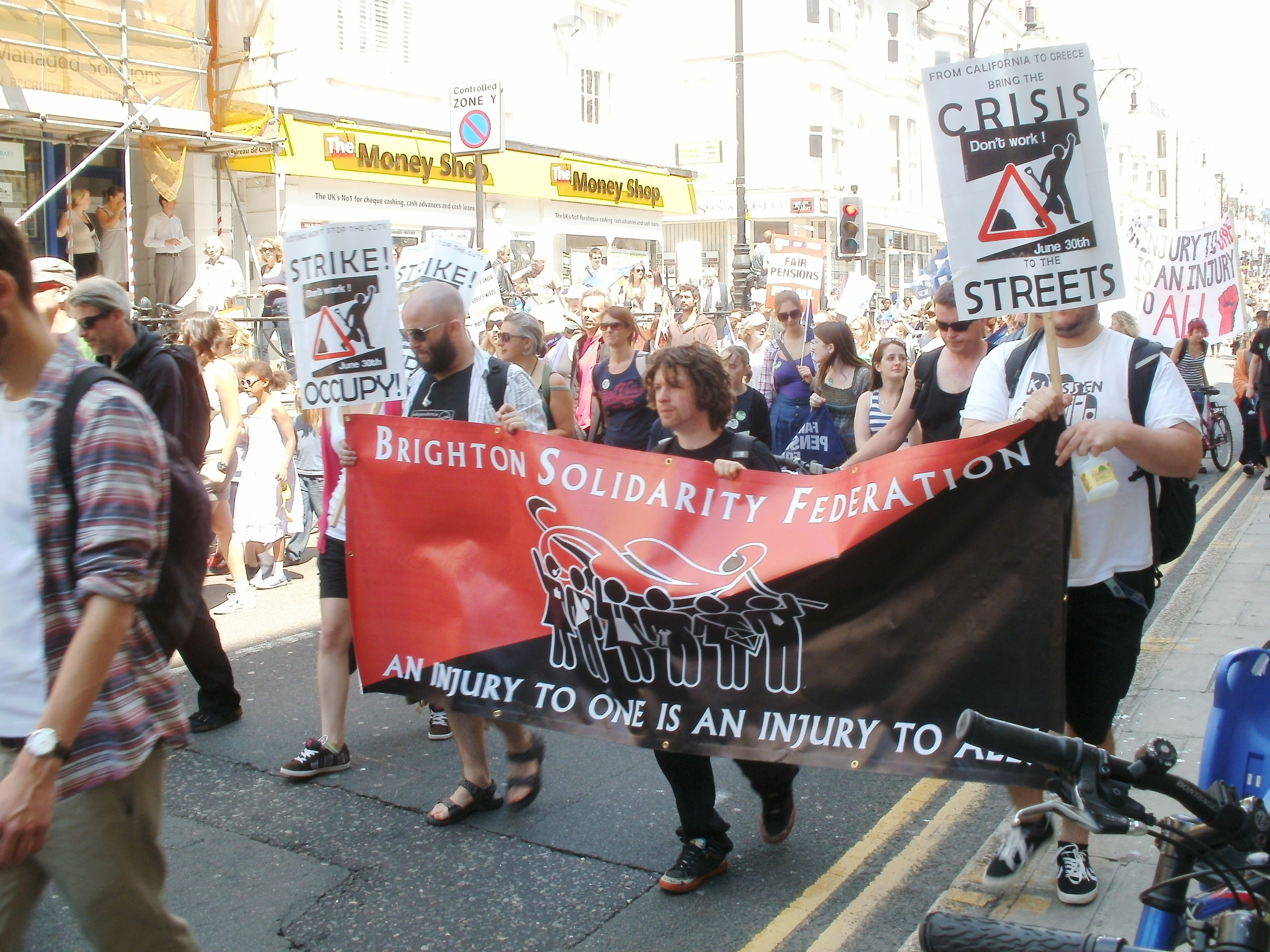
Członkowie SolFed podczas marszu w Brighton.

Solidarity Federation (SolFed) – działająca od 1950 na terenie Wielkiej Brytanii federacja grup anarchistycznych o orientacji anarchosyndykalistycznej. Należy do Międzynarodowego Stowarzyszenia Pracowników.

## Historia
Solidarity Federation powstała w 1950 jako Syndicalist Workers' Federation (pol. Syndykalistyczna Federacja Robotnicza). Została utworzona przez członków rozwiązanej Anarchist Federation of Britain (pol. Federacji Anarchistycznej Wielkiej Brytanii) - nie mylić z obecną Anarchist Federation, która została założona jako Anarchistyczna Federacja Komunistyczna w 1986. W przeciwieństwie do AFB, na którą wpływały idee anarcho-syndykalistyczne, ale nie same syndykalistyczne, SWF postanowiła od samego początku stosować zdecydowanie bardziej syndykalistyczną, skoncentrowaną na pracownikach strategię.
Grupa dołączyła do Międzynarodowego Stowarzyszenia Robotników i podczas rządów Francisco Franco popierała hiszpańską partyzantkę i podziemny związek anarcho-syndykalistyczny CNT, wcześniej zaangażowany w rewolucję hiszpańską, a także późniejszą wojnę domową przeciwko prawicowemu zamachowi wojskowemu. SWF początkowo odnosiło pewne sukcesy, ale kiedy Tom Brown, długotrwały i bardzo aktywny członek, został zmuszony do wycofania się z działalności, grupa podupadła. Postanowiono wówczas o założeniu Direct Action Movement. Powstał on w 1979, kiedy to pozostała gałąź SWF, wraz z innymi mniejszymi grupami anarchistycznymi, postanowiła utworzyć nową organizację anarchosyndykalistów w Wielkiej Brytanii.

## Działalność
Solidarity Federation jest odpowiedzialna za wiele ogólnokrajowych i lokalnych akcji o charakterze pro-pracowniczy, przy czym do najgłośniejszej z nich można zaliczyć "End Unpaid Work" wymierzoną w wadliwy, według federacji, system opieki społecznej. Innymi były: protest przeciwko Uniwersytetowi Sussex, wynajmowi mieszkań w Brighton czy kampania pracowników branży turystyczno-hotelarskiej.